# مایکل کوهن (وکیل)
مایکل کوهن (به انگلیسی: Michael Cohen) (زاده ۲۵ اوت ۱۹۶۶) یک حقوقدان پیشینِ آمریکایی است که مدتی وکیل و سخنگوی رئیس‌جمهور پیشین ایالات متحده دونالد ترامپ بود.
تا قبل از این سمت وی بعنوان معاون ویژه و دستیار در ارگان‌های وابسته به دونالد ترامپ نظیر ترامپ اینترتینمنت و اریک ترامپ مشغول به فعالیت بود.
از آوریل سال ۲۰۱۸ او زیر ذره بین تحقیقات رابرت مولر؛ بازپرس ویژه تحقیقات قرار دارد، با دلایلی نظیر: کلاهبرداری بانکی، تخلف در هنگام برگزاری کمپین انتخاباتی و پرداخت حق‌السکوت به یک ستاره پورن است.

## اوایل زندگی و تحصیلات
کوهن یک یهودی ست که در شهر لارِنس در لانگ آیلند به دنیا آمد. مادر وی پرستار و پدرش که از نجات یافتگان هولوکاست و یک جراح بود. او مدرک لیسانس هنر خود را از امریکن یونیورسیتی و در سال ۱۹۸۸ اخذ کرد و سپس دکترای خود را در رشته حقوق از دانشکدهٔ حقوقِ دانشگاه میشیگان غربی (به نامِ «توماس کولی») در ۱۹۹۱ گرفت.

### سیاست
کوهن ابتدا در ۱۹۸۸ در کمپین انتخاباتی مایکل دوکاکیس بعنوان یک کارآموز داوطلب حضور یافت و در سال ۲۰۰۸ نیز به باراک اوباما رای داد. هرچند بعدها از وی سرخورده شد. در سال ۲۰۰۳ در انتخابات جمهوری خواهان برای شورای شهر نیویورک از حوزه منهتن شرکت کرد که به توفیقی دست نیافت. او در این انتخابات توانست ۴۲۰۵ رأی کسب کند ولی رقیب دموکرات او ۱۳۷۴۵ رای کسب کرد.

## تحقیقات فدرال
در ۹ آوریل ۲۰۱۸ اف‌بی‌آی به دفتر کار، محل زندگی و اتاق وی در یک هتل به‌منظور دستیابی به شواهد و اسناد یورش برد.

## اقرار و محکومیت
دونالد ترامپ او را تا ماه مه ۲۰۱۸، یک سال پس از آغاز تحقیقات دادستان ویژه استخدام کرد. این تحقیقات در ۲۱ اوت ۲۰۱۸ منجر به اقرار به اتهامات در هشت مورد، از نقض مقررات مالی در مبارزات انتخاباتی، تقلب مالیاتی و تقلب در بانک متهم کرد. کوهن گفت که وی قوانین مالی مبارزات انتخاباتی را به دستور ترامپ و «برای هدف اصلی تأثیرگذاری» در انتخابات ریاست جمهوری ۲۰۱۶ نقض کرده‌است. در ماه نوامبر سال ۲۰۱۸، کوهن اقرار دیگری برای دروغ گفتن به یک کمیته سنا در مورد تلاش برای ساختن برج ترامپ در مسکو را پذیرفت.
در دسامبر ۲۰۱۸، او به ۳ سال زندان محکوم شد و به پرداخت ۵۰ هزار دلار محکوم شد. وی قرار است در ۶ مه سال ۲۰۱۹ خود را به زندان گزارش دهد. 

## زندگی شخصی
در سال ۲۰۱۷ مقاله ای در نیویورک تایمز منتشر شد که از میل شدید کوهن به سبک زندگی تجملی و لوکس گزارش می‌داد. او در یک هتل مجلل در نیویورک جشن ازدواجش را برگزار کرد و در حین تحصیل در کالج یک خودروی پورشه می‌راند و در مقطعی نیز سوار بر خودروی بنتلی بود.